# Type 091
Het Type 091 of Type 09I (NAVO-codenaam: Hanklasse) is een klasse nucleair aangedreven aanvalsonderzeeërs van de Chinese marine. Ontwikkeld vanaf 1958 en klaar in 1970, was het China's eerste kernonderzeeër. In totaal werden vijf exemplaren gebouwd, waarvan anno 2015 nog drie in dienst zijn bij de zeevloot-Noord op de marinebasis nabij Qingdao. Het verbeterde Type 093 werd vanaf 1994 gebouwd en in 2007 in dienst genomen.

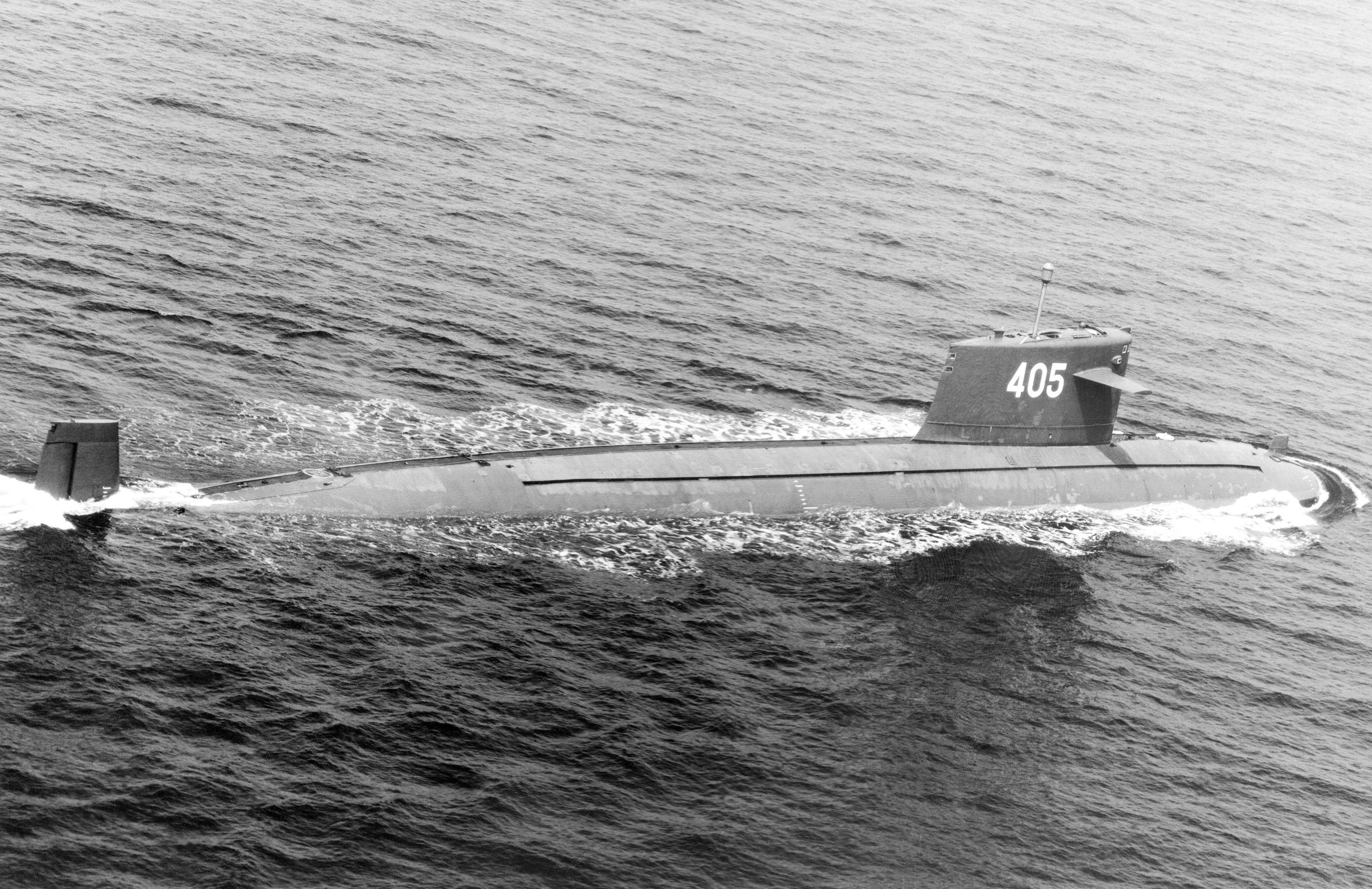
Een Type 091 op zee in april 1993.

Al in de jaren 1950, nog voor China dieselelektrische onderzeeërs had, werd het bezit van kernonderzeeërs van nationaal belang geacht. Het programma hiervoor begon in juni 1958 en moest leiden tot een aanvalsonderzeeër en een onderzeeër met ballistische raketten. Die laatste werd bekomen door het Type 091 te verlengen en werd het Type 092. Gezien de relaties met de Sovjet-Unie toen al aan het verzuren waren, verliep de ontwikkeling zonder buitenlandse hulp. In 1965 begon de beproeving van een experimentele drukwaterreactor die in 1970 de krachtbron van de onderzeeërs opleverde. Op 23 augustus 1971 werd de kernaandrijving voor het eerst ingeschakeld op de onderzeeër. Drie jaar later werd het eerste exemplaar in dienst genomen bij de Chinese marine.
Gezien de politieke en economische toestand waarin China in deze periode verkeerde, mag het feit dat de onderzeeër er kwam opmerkelijk genoemd worden, al was hij ver inferieur aan zijn tijdgenoten uit de Verenigde Staten en uit de Sovjet-Unie. Zo waren ze lawaaierig, en de eerste twee boten hadden ook een gebrekkige bescherming tegen straling, al zou dat probleem later zijn opgelost. Ook werden ze later met rubberen tegels beplakt, waardoor ze stiller werden.
In 1996 schaduwde een Type 091 een Amerikaans eskader nabij Taiwan bevond in het kader van de Derde Taiwancrisis. In november 2004 was het type ook onderwerp van een incident met Japan, toen er één in Japanse territoriale wateren voer. China verontschuldigde zich hiervoor en weet het incident aan een technisch probleem.